# 캣 새들러
캣 새들러(Catt Sadler, 1974년 8월 24일 ~ )는 미국의 사회자, 언론인, 배우이다.